# Беляево (Смоленская область)
Беля́ево — деревня в Смоленской области России, в Велижском районе. Расположена на левом берегу реки Западная Двина в северо-западной части области в 12 км к юго-западу от Велижа на автодороге Р131 Велиж — Сеньково — граница с Белоруссией (на Витебск).
Население — 197 жителей (2007 год). Административный центр Беляевского сельского поселения.

## Достопримечательности
- Скульптура на братской могиле 4548 воинов Советской Армии, погибших в 1941—1943 гг.